# Borstelkrans
De borstelkrans (Clinopodium vulgare, synoniem: Satureja vulgaris) is een vaste plant, die behoort tot de lipbloemenfamilie (Lamiaceae). De soort staat op de Nederlandse Rode lijst van planten als zeer zeldzaam en matig afgenomen. De botanische naam Clinopodium is Oudgrieks voor voetenbankje en verwijst naar de harige schutbladen, die een bankje voor de bloemen vormen.
De plant komt van nature voor in Eurazië en ruikt iets naar tijm.
De plant wordt 30-60 cm hoog. De dunne bladeren zijn eirond tot langwerpig en iets gekarteld.
De borstelkrans bloeit van juli tot september met donkerroze, zelden witte, ongeveer 6 mm lange bloemen, die in dichte, rijkbloemige schijnkransen zitten. De kelkbuis heeft geen zakachtige knobbel. De bloemen zijn omgeven door vele priemvormige, lang behaarde schutbladen. De bloemen produceren veel nectar en worden dan ook bezocht door bijen, vlinders en andere insecten.
De vrucht is een vierdelige splitvrucht.
De plant komt voor op droge, kalkrijke grond tussen het gras, struikgewas en op kapvlakten.

## Plantensociologie
Borstelkrans is een kensoort van de marjolein-klasse (Trifolio-Geranietea sanguinei).

## Namen in andere talen
De namen in andere talen kunnen vaak eenvoudig worden opgezocht met de interwiki-links.
- Duits: Wirbeldost, Borstige Bergminze
- Engels: Wild Basil
- Frans: Clinopode